# David Conforte
David Conforte (Salonicco, 1618 – 1685) è stato uno storico tedesco, studioso della storia della letteratura ebraica.
È noto per essere l'autore delle cronache pubblicate col titolo Kore ha-Dorot.

## Biografia
Originario di una famiglia di studiosi, i suoi primi maestri furono i rabbini Israel Zeevi,Judah Girasi e Baruch Angel. Da giovane studiò la Kabbala con Rav Jefeth l’Egiziano e filosofia con Rav Levi Pasriel. I suoi principali educatori furono Rav Mordecai Kalai e Rav Daniel Estroza.
Conforte sposò una nipote di Menahem Lonzano. Per due volte soggiornò nella Siria ottomana appartenente alla Terra d'Israele, dapprima nel 1644, e, successivamente, nel 1652, quando fondò un centro studi a Gerusalemme, stabilendosi qui con la propria famiglia.
Nel 1671 ricoprì la posizione di dayan in Egitto, dopo esser stato per un periodo a Smirne.

## Kore ha-Dorot
L’opera più nota di Conforte fu la Kore ha-dorot, una collezioni di tutti i nominativi dei maestri e degli autori ebraici dalla prima stesura del Talmud alla sua epoca.
Il testo è suddiviso in tre parti, le prime due delle quali sono particolarmente brevi e si riferiscono al periodo antecedente all'espulsione degli Ebrei dalla Spagna nel 1492. La terza e ultima parte è suddivisa in undici generazioni ed è priva di un’organizzazione sistematica.
Conforte si avvalse di tutte e fonti storiche precedenti: il Sefer ha-Kabbalah di Abraham ibn Dawud -del quale cita interi passaggi-, il Yuhasin di Abraham Zacuto, il Shalshelet ha-Kabalah di Gedaliah Ibn Yaiah, oltre a vari responsa manoscritti e testi stampati, primo autore a prendere in considerazione i nominativi da essi riportati.
La sua cronaca è ritenuta un'opera autorevole per ricostruire la storia letteraria degli Ebrei del XVI e del XVII secolo in Turchia, Africa, Italia e nel Vicino Oriente. Il manoscritto originale fu acquisito dal rabbino David Ashkenazi di Gerusalemme, il quale, stando ad una nota presente nella sua prefazione all'opera, le attribuì il titolo di kore ha-Dorot, curandone la pubblicazione a Venezia nel 1746, senza nominare l'autore originale dello scritto. Quest’edizione basilare fu riveduta da David Cassel, che nel 1846 diede alle stampe a Berlino una nuova edizione critica, corredata da note e indici.
Inoltre, Conforte scrisse un volume di responsa, del quale si perse ogni notizia. Nella letteratura del XVII secolo, tuttavia, viene menzionato un talmudista turco di nome Gabriel Conforto, che fu probabilmente suo figlio.